# Phou Xai Lai Leng
Phou Xai Lai Leng är ett berg i Laos. Det ligger i den centrala delen av landet, 210 km nordost om huvudstaden Vientiane. Toppen på Phou Xai Lai Leng är 2 700 meter över havet.
Terrängen runt Phou Xai Lai Leng är bergig åt nordost, men åt sydväst är den kuperad. Phou Xai Lai Leng är den högsta punkten i trakten. Runt Phou Xai Lai Leng är det glesbefolkat, med 11 invånare per kvadratkilometer. Det finns inga samhällen i närheten. I omgivningarna runt Phou Xai Lai Leng växer i huvudsak städsegrön lövskog.